# Luhyňa
Luhyňa – wieś (obec) na Słowacji położona w kraju koszyckim, w powiecie Trebišov. Pierwsze wzmianki o miejscowości pochodzą z roku 1263. 
Według danych z dnia 31 grudnia 2012, wieś zamieszkiwało 319 osób, w tym 163 kobiety i 156 mężczyzn.
W 2001 roku pod względem narodowości i przynależności etnicznej 98,47% mieszkańców stanowili Słowacy, a 1,53% Węgrzy.
Ze względu na wyznawaną religię struktura mieszkańców kształtowała się w 2001 roku następująco:
- Katolicy rzymscy – 59,82%
- Grekokatolicy – 25,46%
- Prawosławni – 0,61%
- Ateiści – 0,61%
- Nie podano – 0,61%